# 花枝坂奈
花枝 阪奈（はなえだ さかな）は、日本の漫画家。大阪府大阪市出身。O型。女性。
2008年に、「坂奈」から「阪奈」に改名した。

## 概要
1995年、ぶ～けDXに掲載の「黒ずくめの神様」でデビュー。
大阪弁のセリフと、少しクセのあるヒロイン像を得意とし、独特の雰囲気のある恋愛ストーリーを描く。
作品は「Cookie Box」にて、不定期に掲載されている。

## 作品リスト
- ANIMAL LIFE
- 永い春
- おっとこまえ
- Be positive
- poooh
- めっちゃだるいわ!!
- 咲かない花
- 黒ずくめの神様
- 黒ずくめの神様・2
- ちっぽけな僕たち
- さかなの雲
- 愛しのロジィ
- ふきのとう
- さかなの雲
- ピュア・ドロップ
- sweet little boy
- いつか、ここから
- さよなら、夏休み
- 緋のローレライ（六弦アリス音楽作品への漫画提供）